# Battaglia di Sáric
La battaglia di Sáric fu un violento scontro tra i due più potenti cartelli messicani, il Cartello di Sinaloa e il Cartello di Beltrán Leyva.

## Storia
Il Cartello di Beltrán Leyva venne fondato nel 1996 dai quattro fratelli Beltrán Leyva: Arturo, Alfredo, Carlos e Héctor. Il gruppo lavorava con il Cartello di Sinaloa per il trasporto, la produzione e il commercio all'ingrosso di cocaina, eroina e marijuana.
Le dispute tra i due cartelli iniziarono nel 2008 quando fu arrestato Alfredo Beltrán Leyva dalla polizia tramite una soffiata fatta dal Cartello di Sinaloa in combutta col governo. La guerra iniziò l'8 maggio dello stesso anno quando un commando armato del Cartello di Beltrán Leyva uccise il figlio di El Chapo, leader del CDS. In poco tempo la guerra provocò centinaia di vittime. La violenza non coinvolse solo Sinaloa, ma anche lo stato di Sonora fu colpito da una forte ondata di violenza. La violenza culminò il 1º luglio 2010 quando un convoglio del Cartello di Sinaloa composto da circa 50 veicoli con decine di sicari subì un agguato da parte del Cartello di Beltrán Leyva che voleva fermare il convoglio presso il villaggio di Sáric. Durante il combattimento, alcuni membri del Cartello di Sinaloa cercarono invano di ripararsi dalla pioggia di proiettili. Alla fine si contarono 21 morti e 6 feriti, decine di veicoli vennero incendiati durante lo scontro.